# Federico Burdisso

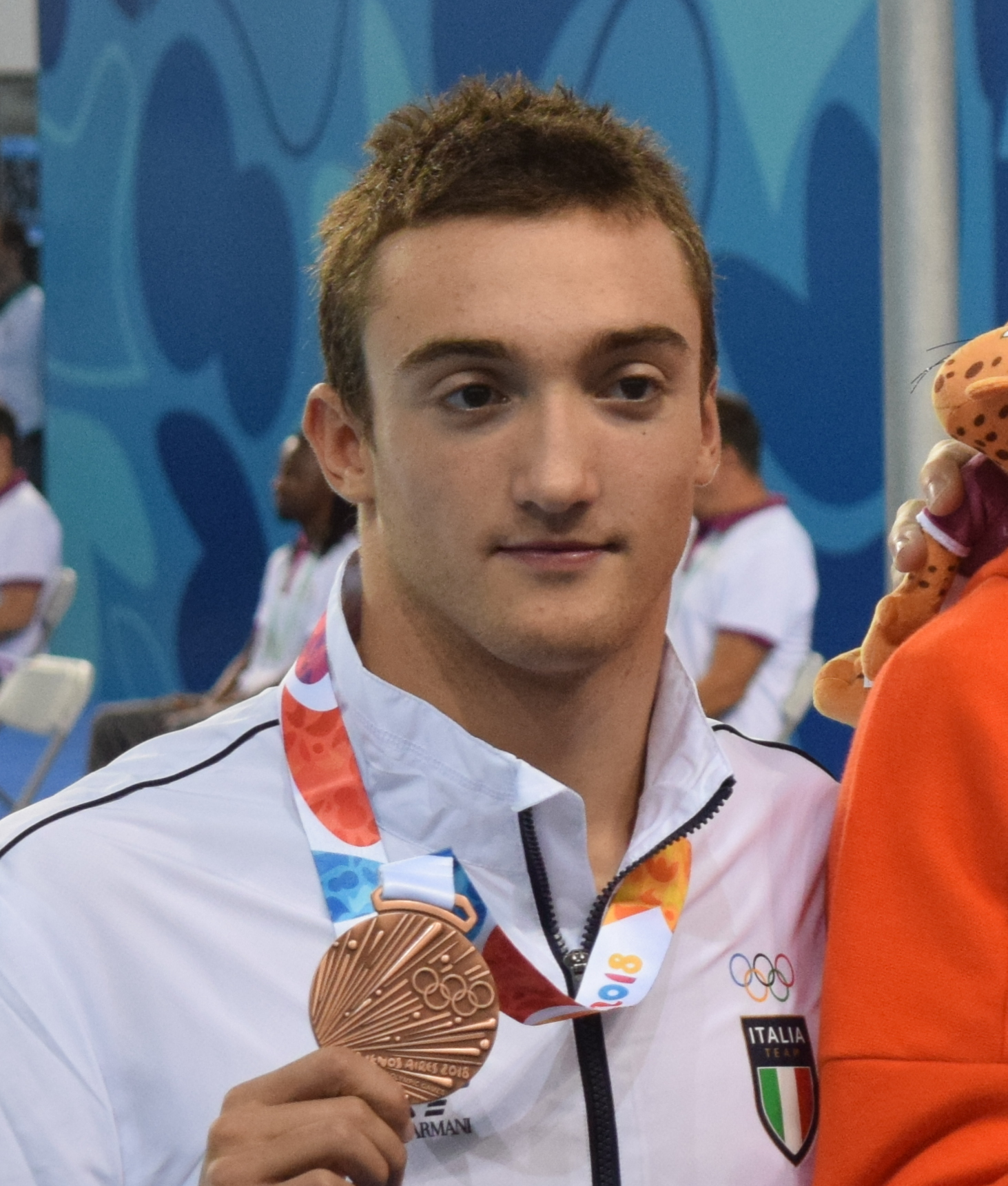
Burdisso mit einer Bronzemedaille bei den Olympischen Jugendspielen 2018

Federico Burdisso (* 20. September 2001 in Pavia) ist ein italienischer Schwimmer, der zwei Bronzemedaillen bei Olympischen Spielen gewann. Bei Weltmeisterschaften erhielt er eine Goldmedaille und bei Europameisterschaften erschwamm er bis 2023 einmal Gold, einmal Silber und zweimal Bronze.

## Sportliche Karriere
Federico Burdisso schwimmt seit 2017 im englischen Devon für Mount Kelly.

### Die Jahre bis 2019 mit ersten Erfolgen im Erwachsenenbereich
Bei den Junioreneuropameisterschaften 2017 in Netanya, Israel, siegte der Ungar Kristóf Milák über 200 Meter Schmetterling mit fast vier Sekunden Vorsprung vor Burdisso, der seinerseits 0,36 Sekunden Vorsprung auf den Drittplatzierten hatte. Über 100 Meter Schmetterling wurde Burdisso Fünfter. Die italienische 4-mal-100-Meter-Lagenstaffel siegte mit Thomas Ceccon, Nicolò Martinenghi, Federico Burdisso und Davide Nardini, der 0,2 Sekunden vor den Russen anschlug. Bei den Juniorenweltmeisterschaften gewann die italienische Lagenstaffel die Silbermedaille.
2018 wurde Burdisso erstmals italienischer Landesmeister über 200 Meter Schmetterling. Im Juli 2018 bei den Junioreneuropameisterschaften in Helsinki wurde Burdisso über 200 Meter Schmetterling wieder Zweiter hinter Milák, der diesmal aber nur zweieinhalb Sekunden Vorsprung hatte. Ebenfalls Silber erschwamm die 4-mal-100-Meter-Freistilstaffel. Burdisso wurde außerdem Dritter über 100 Meter Schmetterling und mit der Lagenstaffel. Einen Monat nach den Junioreneuropameisterschaften fanden die Europameisterschaften in Glasgow statt. Burdisso gewann die Bronzemedaille über 200 Meter Schmetterling hinter den beiden Ungarn Kristóf Milák und Tamás Kenderesi. Über 100 Meter Schmetterling schied er als 19. der Vorläufe aus. Im Oktober 2018 fanden in Buenos Aires die Olympischen Jugendspiele statt. Burdisso gewann über 100 und 200 Meter Schmetterling jeweils die Bronzemedaille. Eine dritte Bronzemedaille erkämpfte er mit der 4-mal-100-Meter-Freistilstaffel. Die ungarische Lagenstaffel belegte den fünften Platz.
Bei den Weltmeisterschaften 2019 in Gwangju wurde Burdisso über 200 Meter Schmetterling Vierter mit 0,24 Sekunden Rückstand auf den drittplatzierten Südafrikaner Chad Le Clos. Einen Monat später wurden in Ungarn die Juniorenweltmeisterschaften ausgetragen. Die italienische 4-mal-100-Meter-Freistilstaffel gewann Bronze. Über 100 Meter Schmetterling wurde Burdisso Zweiter hinter dem Russen Andrei Minakow. Auf der 200-Meter-Schmetterlingsstrecke wurde Burdisso Dritter. Eine weitere Bronzemedaille erschwamm die 4-mal-100-Meter-Mixed-Freistilstaffel.

### Die Jahre ab 2021 mit olympischen Medaillen und einem Weltmeistertitel
Wegen der COVID-19-Pandemie wurden 2020 keine internationalen Meisterschaften ausgetragen. 2021 nahm Burdisso an zwei internationalen Meisterschaften teil, die beide aus dem Vorjahr verschoben waren. Im Mai 2021 fanden die Europameisterschaften in Budapest statt. Burdisso wurde über 200 Meter Schmetterling Zweiter mit drei Sekunden Rückstand auf Milák, er hatte aber 0,15 Sekunden Vorsprung auf Kenderesi. Über 100 Meter Schmetterling wurde Burdisso Fünfter. In der 4-mal-100-Meter-Lagenstaffel siegten die Briten vor den Russen. Thomas Ceccon, Nicolò Martinenghi, Federico Burdisso und Alessandro Miressi schlugen als Dritte mit 0,43 Sekunden Rückstand auf die Russen an.
Bei den Olympischen Spielen in Tokio fand zunächst der Wettbewerb über 200 Meter Schmetterling statt. Burdisso war Vorlaufsiebter und Halbfinalvierter. Im Finale siegte Kristóf Milák mit zweieinhalb Sekunden Vorsprung vor dem Japaner Tomoru Honda. 0,7 Sekunden hinter Honda und 0,07 Sekunden vor Kenderesi gewann Burdisso die Bronzemedaille. Über 100 Meter Schmetterling schwamm Burdisso im Vorlauf die 17. Zeit und verpasste den Halbfinaleinzug um 0,08 Sekunden. Die italienische 4-mal-100-Meter-Lagenstaffel mit Thomas Ceccon, Nicolò Martinenghi, Federico Burdisso und Alessandro Miressi schwamm die schnellste Vorlaufzeit. Im Finale siegte die US-Staffel mit neuem Weltrekord vor den Briten. Anderthalb Sekunden hinter den Briten erreichten die Italiener in der gleichen Aufstellung wie im Vorlauf als Dritte das Ziel mit 0,05 Sekunden Vorsprung vor den Russen.
Im Juni 2022 bei den Weltmeisterschaften in Budapest schied Burdisso über 100 Meter Schmetterling im Halbfinale aus. In der 4-mal-100-Meter-Lagenstaffel schwammen Ceccon, Martinenghi, Piero Codia und Lorenzo Zazzeri die drittschnellste Vorlaufzeit. Im Endlauf waren Thomas Ceccon, Nicolò Martinenghi, Federico Burdisso und Alessandro Miressi fünfeinhalb Sekunden schneller als die Vorlaufstaffel. Die Italiener gewannen in 3:27,51 Minuten und stellten damit den Europarekord der Briten ein. 0,28 Sekunden hinter den Italienern gewann die US-Staffel die Silbermedaille.
Zwei Monate nach den Weltmeisterschaften wurden die Europameisterschaften in Rom ausgetragen. Die 4-mal-100-Meter-Lagenstaffel erreichte das Finale als schnellste Staffel mit der Besetzung Michele Lamberti, Federico Poggio, Federico Burdisso und Manuel Frigo. Im Finale hatten Thomas Ceccon, Nicolò Martinenghi, Matteo Rivolta und Alessandro Miressi vier Sekunden Vorsprung vor den zweitplatzierten Franzosen. Alle acht beteiligten Italiener erhielten eine Goldmedaille.
2023 bei den Weltmeisterschaften in Fukuoka schied Burdisso sowohl über 100 Meter als auch über 200 Meter Schmetterling im Vorlauf aus.